# Józef Rzemień
 Józef Rzemień  (ur. 26 marca 1944 w Soninie) – generał brygady Wojska Polskiego; zastępca dowódcy – szef Obrony Terytorialnej Śląskiego Okręgu Wojskowego (1996–2001).

## Życiorys
Józef Rzemień urodził się 26 marca 1944 w Soninie. We wrześniu 1962 rozpoczął studia jako podchorąży w Oficerskiej Szkole Wojsk Inżynieryjnych, które ukończył w 1965 we Wrocławiu i był mianowany na stopień podporucznika. Służbę zawodową rozpoczął na stanowisku dowódcy plutonu, następnie dowódcy kompanii oraz batalionu podchorążych w Oficerskiej Szkole Wojsk Inżynieryjnych. W roku 1971 ukończył Wyższą Szkołę Oficerską Wojsk Inżynieryjnych, a w 1979 Wydział Organizacji i Zarządzania na Politechnice Wrocławskiej. Od 1980 do września 1981 był zastępcą dowódcy 5 Mazurskiej Brygady Saperów w Szczecinie. W latach 1981–1986 pełnił obowiązki zastępcy komendanta Wyższej Szkoły Oficerskiej Wojsk Inżynieryjnych ds. liniowych. W okresie tym ukończył w Warszawie Podyplomowe Studia Operacyjno-Strategiczne w Akademii Sztabu Generalnego WP. 
W 1986 został skierowany do Brzegu, gdzie do 1990 dowodził 1 Brygadą Saperów. We wrześniu 1990 otrzymał przydział służbowy do Wrocławia, gdzie objął funkcję komendanta Wyższej Szkoły Oficerskiej Inżynierii Wojskowej. Na tym stanowisku w 1993 został awansowany na stopień generała brygady przez prezydenta RP Lecha Wałęsę. W latach 1994–1996 szef Wojewódzkiego Sztabu Wojskowego we Wrocławiu. Od września 1996 do roku 2001 był zastępcą dowódcy – szefem Obrony Terytorialnej Śląskiego Okręgu Wojskowego. Na tym stanowisku był m.in. w 1997 odpowiedzialny za wykonywanie zadań przez wojsko w czasie powodzi tysiąclecia. W wyniku zmian organizacyjnych w Wojskach Lądowych, od 2001 do czasu zwolnienia z zawodowej służby wojskowej w kwietniu 2002, pozostawał w dyspozycji dowódcy Śląskiego Okręgu Wojskowego. 
16 kwietnia 2002 po 40 latach służby został pożegnany przez dowódcę Śląskiego Okręgu Wojskowego gen. bryg. Jerzego Baranowskiego. Był prezesem klubu sportowego WKS Śląsk oraz Dyrektorem Wydziału Zarządzania Kryzysowego Dolnośląskiego Urzędu Wojewódzkiego. 2 grudnia 2011 we Wrocławiu podczas uroczystość nadania sztandaru dla Centrum Szkolenia Wojsk Inżynieryjnych i Chemicznych był ojcem chrzestnym nowego sztandaru.

## Awanse[11]
- podporucznik – 1965
- porucznik – 1968
- kapitan – 1972
- major – 1976
- podpułkownik – 1986
- pułkownik – 1993
- generał brygady – 1993

## Ordery, odznaczenia i wyróżnienia[5]
- Krzyż Oficerski Orderu Odrodzenia Polski
- Krzyż Kawalerski Orderu Odrodzenia Polski

i inne